# Dendrobium cinnabarinum
Dendrobium cinnabarinum är en orkideart som beskrevs av Heinrich Gustav Reichenbach. Dendrobium cinnabarinum ingår i släktet Dendrobium, och familjen orkidéer.

## Underarter
Arten delas in i följande underarter:
- D. c. angustitepalum
- D. c. cinnabarinum